# Beşiktaş Jimnastik Kulübü (pallacanestro femminile)
Il Beşiktaş Jimnastik Kulübü è una società di pallacanestro femminile di Istanbul, in Turchia, facente parte della polisportiva Beşiktaş Jimnastik Kulübü. Gioca le partite casalinghe alla BJK Akatlar Arena.